# 만토바 대성당

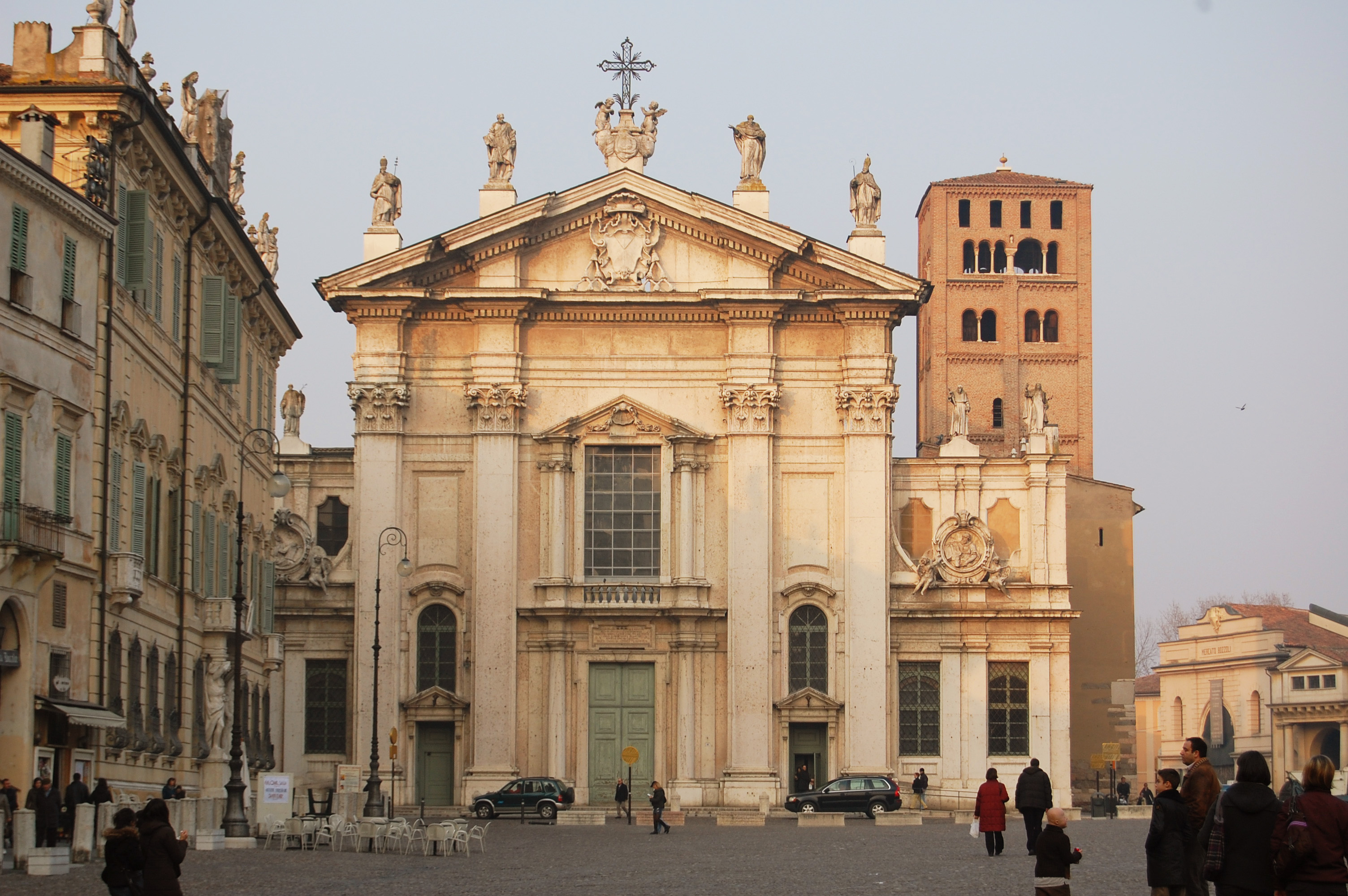
만토바 대성당 전경.

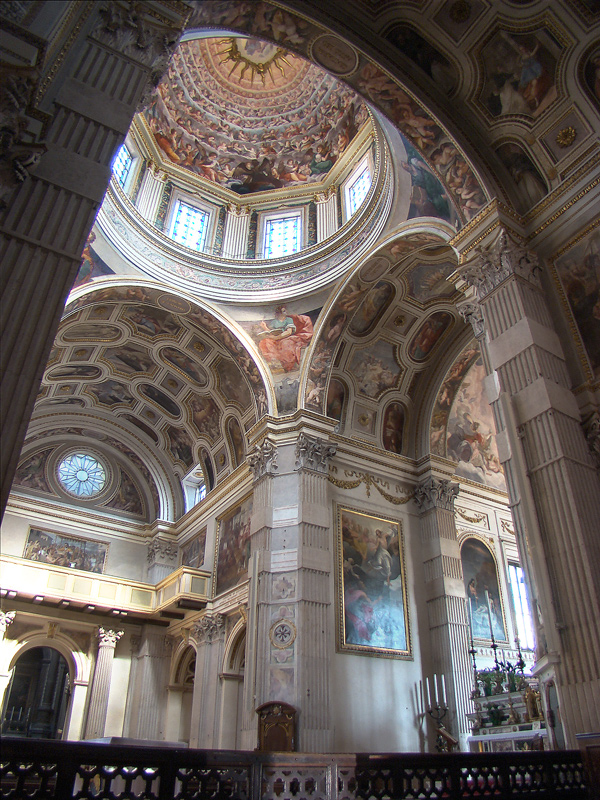
인테리어

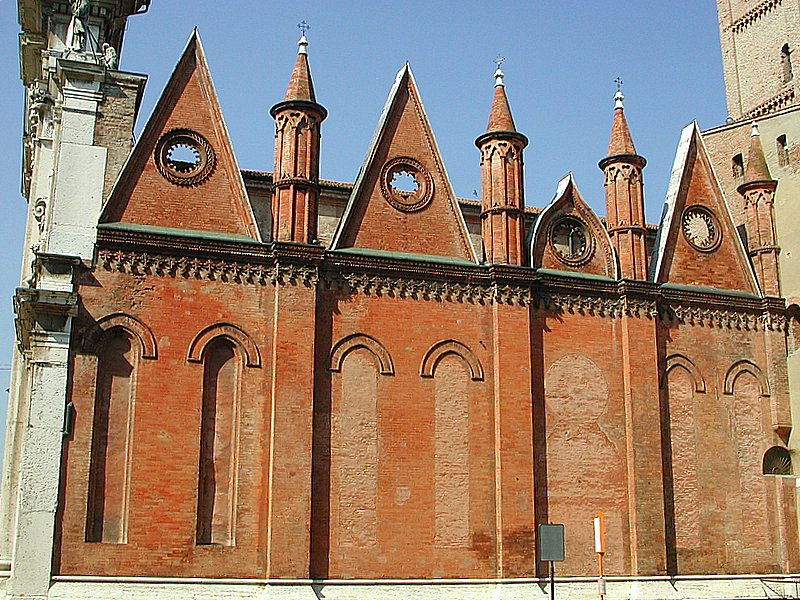
성당의 남쪽 부분

만토바 대성당(이탈리아어: Cattedrale di San Pietro apostolo; Duomo di Mantova, Mantua Cathedral)은 이탈리아 롬바르디아주 만토바에 위치하고 있는 성당이다. 그러나 이 성당은 로마 가톨릭교회에서 운영하고 있는 대성당이기도 하며, 성 베드로이기도 하게 되어 있는 이름이 붙어 있어, 천주교 신자들을 위한 성당으로도 유명하다. 그리고 걸어서 세계속으로나 세계테마기행, 스타 펫 트래블 in ITALY에서도 소개된 적이 있었다.